# 徐受廉
徐受廉 (1853年—?)，字计甫，号筑泉，广州驻防漢軍正黃旗人，清朝政治人物、進士出身。
光緒十二年（1886年），参加光緒丙戌科殿試，登進士二甲58名。同年五月，改翰林院庶吉士。光緒十五年四月，散館，授翰林院編修。